# Алекс Перес
Алехандро Перес Наваро е испански футболист, бивш защитник на Левски (София). Роден е 11 август 1991 г. в Мадрид.

## Кариера
Алекс Перес започва кариерата си в юношеските формации на Хетафе. През 2010 г. започва да играе във втория отбор на тимът от Мадрид, а през същата година записва 2 мача и за мъжкия тим. Дебютът му е в мач за Купата срещу Португалете завършил 1:1. На 16 декември 2010 г. дебютира и в Лига Европа в мач срещу Йънг Бойс.
Последва период под наем във втородивизионния Уеска. През лятото на 2013 г. Славиша Йоканович го привлича под наем в Левски София и изиграва един полусезон със „сините“. Участва в 1/8 финалната среща от Купата на България срещу ЦСКА, която Левски печели със 7:6 след изпълнение на дузпи. Перес тогава вкарва една от дузпите за отбора.
През зимата на 2014 г. наемът на Перес е прекратен и той продължава кариерата си в испанския Рекреативо, където отново е със статут на преотстъпен от Хетафе.